# فرناندو اسپینوزا (بازیکن فوتبال)
فرناندو اسپینوزا (انگلیسی: Fernando Espinoza؛ زادهٔ ۱۶ مهٔ ۱۹۹۱)) بازیکن فوتبال اهل شیلی است.